# A882 road
Die A882 road ist eine knapp 22 Kilometer lange A-Straße in der schottischen Council Area Highland. Sie beginnt in der Kleinstadt Wick an der schottischen Ostküste und führt von dort weitgehend geradlinig in Richtung Nordwesten durch die Grafschaft Caithness bis nach Georgemas Junction, einer Einmündung in die A9 nördlich des gleichnamigen Bahnhofs der Far North Line. Die A9 führt in Richtung Norden weiter bis Thurso an der Nordküste Schottlands, die zweite größere Stadt in Caithness. 

## Verlauf
Von der Kreuzung mit der A99 in der Innenstadt führt die A882 über die Thurso Street nach Westen. Sie verläuft weitgehend geradlinig durch den flachen, von landwirtschaftlichen Flächen dominierten Osten von Caithness. Entlang der Straße reihen sich nur wenige kleinere Siedlungen sowie einzelne Cottages und Farmen auf. Die A882 verläuft allmählich in Richtung Nordwesten. Auf etwa halber Strecke zwischen Wick und Georgemas Junction liegt, kurz nachdem die Straße den River Wick auf der denkmalgeschützten, nach einem Entwurf von Thomas Telford errichteten Achingale Bridge überquert hat, mit Watten der einzige größere Ort an der Straße. Hier kreuzt die B870, die eine Querspange zur A9 darstellt und diverse einzeln liegende Farmen anbindet. Nördlich der Straße liegt Loch Watten, in diesem Bereich ist die Landschaft etwas hügeliger. Im weiteren Verlauf passiert die A882 diverse Einzelhöfe und kleinere Ansiedlungen. Kurz vor Georgemas Junction überquert sie die Far North Line. Nördlich des Bahnhofs von Georgemas Junction mündet die A9 in den Straßenverlauf ein. Ursprünglich führte die A9 nicht nach Thurso, sondern im heutigen Verlauf der A99 über Wick nach John o’ Groats, wurde aber aufgrund der größeren Bedeutung des Fährhafens Scrabster bei Thurso verlegt. Die A882 wurde entsprechend auf ihre heutige Länge verkürzt, der Abschnitt bis Thurso und Scrabster wurde der A9 zugeordnet.

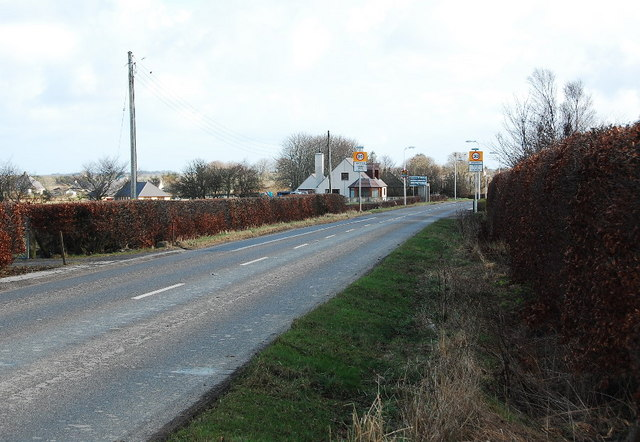
Ortseinfahrt von Watten
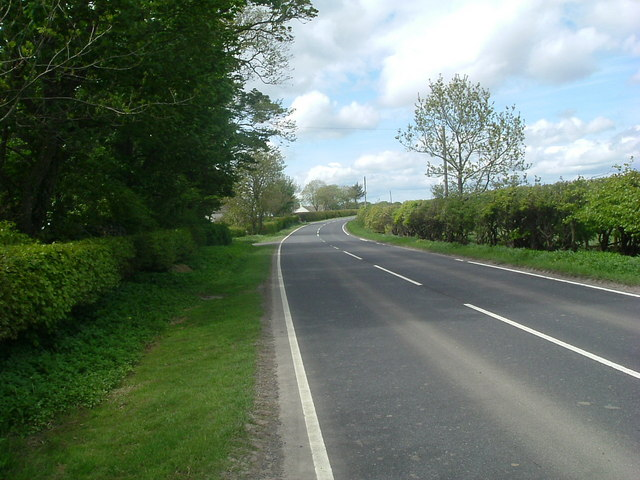
Die A882 bei Bilbster Mains
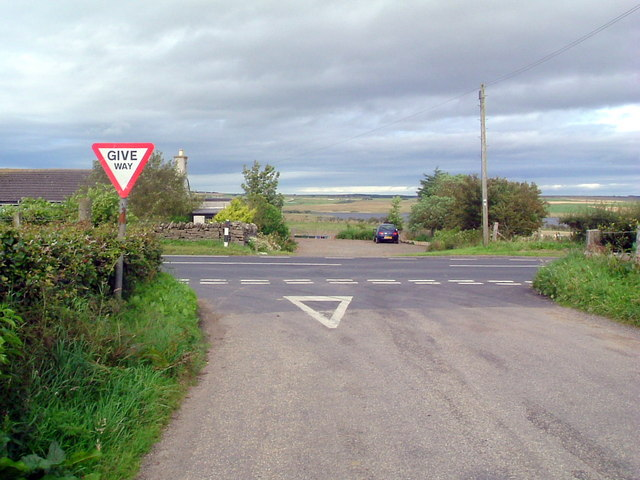
Einmündung in die A882 bei Dunn